# Musée Leopold
Le musée Leopold (en allemand : Leopold Museum) est un musée de Vienne en Autriche, ouvert en 2001. Le musée abrite la plus grande collection mondiale de tableaux d'Egon Schiele.

## Collection
La collection de Rudolf Leopold forme la base du musée. Dès les années 1950, il commence à collectionner des œuvres d'art. Il s'intéresse à des artistes alors méconnus. Ainsi le musée abrite la plus grande collection mondiale de tableaux d'Egon Schiele. Il a amassé au total 5 300 objets.
Il expose une des plus grandes collections d'art autrichien, avec des artistes comme Oskar Kokoschka, Richard Gerstl, Josef Hoffmann, Koloman Moser, Carl Moll, Alfred Kubin, Herbert Boeckl, Anton Faistauer, Anton Kolig, Lovis Corinth, Albin Egger-Lienz, Ferdinand Georg Waldmüller, Anton Romako, Eva Nagy et Albert Paris Gütersloh. Parmi les fleurons de la collection, outre les Schiele, on peut citer La Vie et la Mort de Gustav Klimt.

### Richard Gerstl

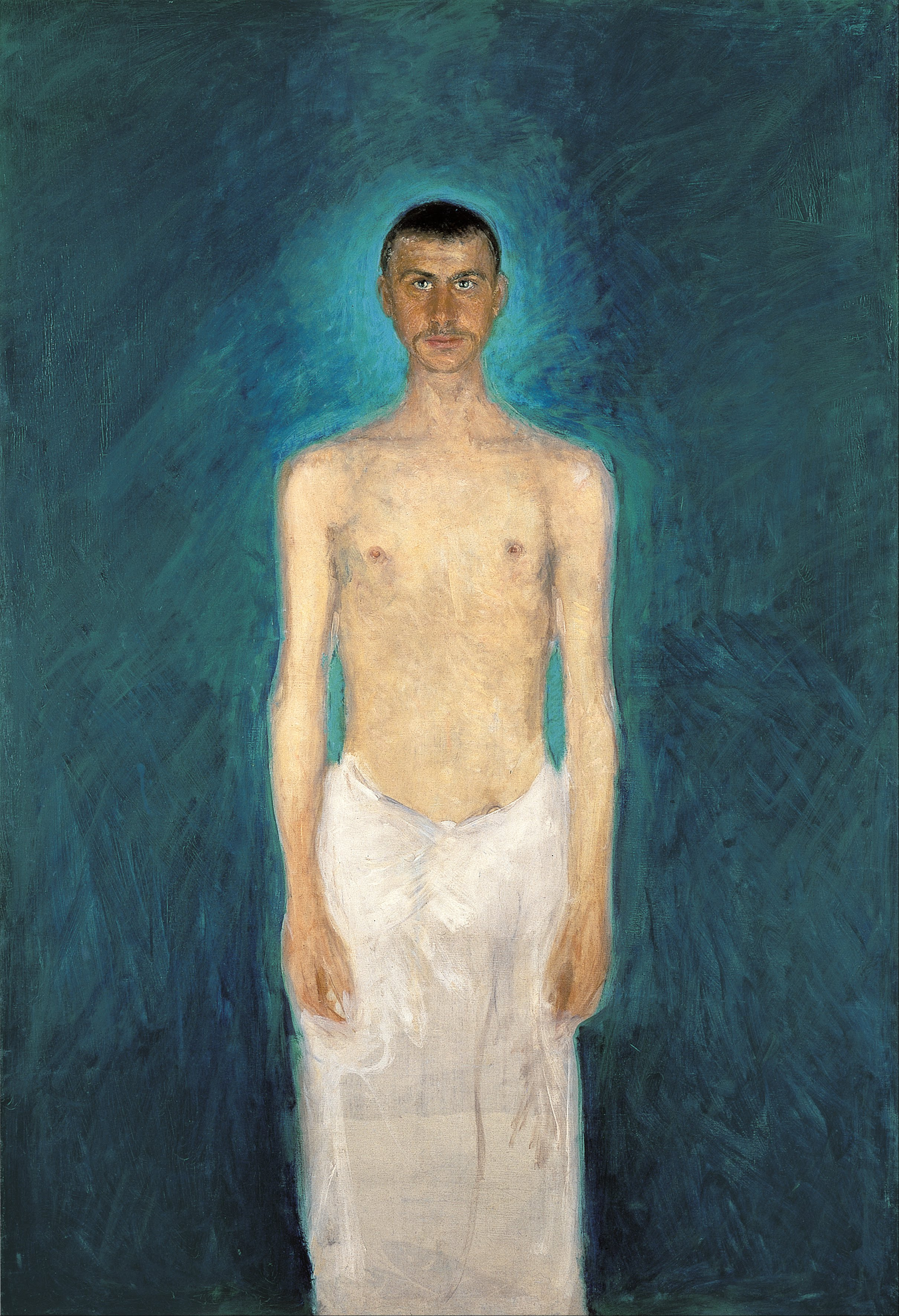
Richard Gerstl, Selbstbildnis als Halbnackt (Autoportrait devant un fond bleu), 1905

### Gustav Klimt

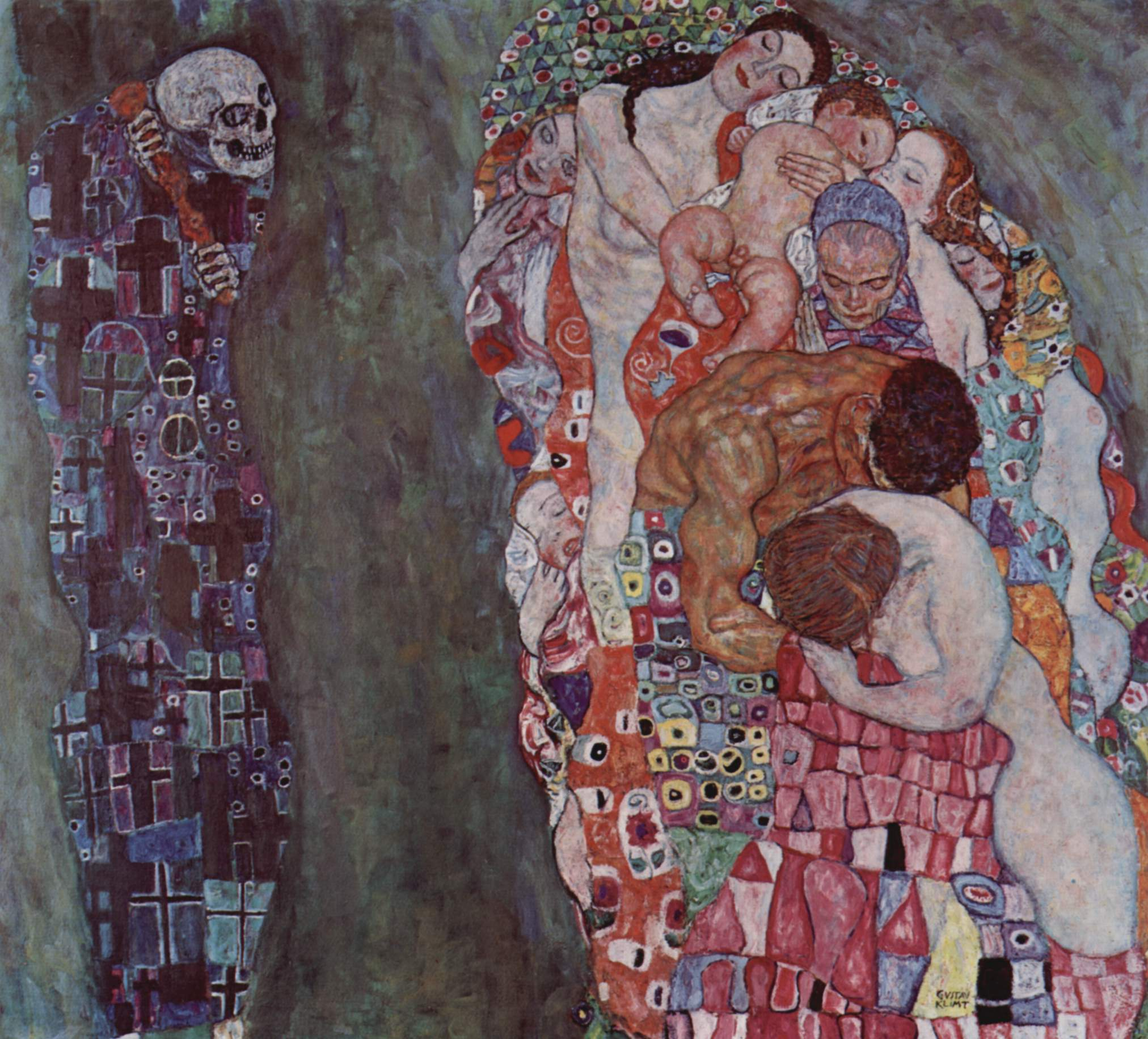
Gustav Klimt, Tod und Leben (La Vie et la Mort), 1915
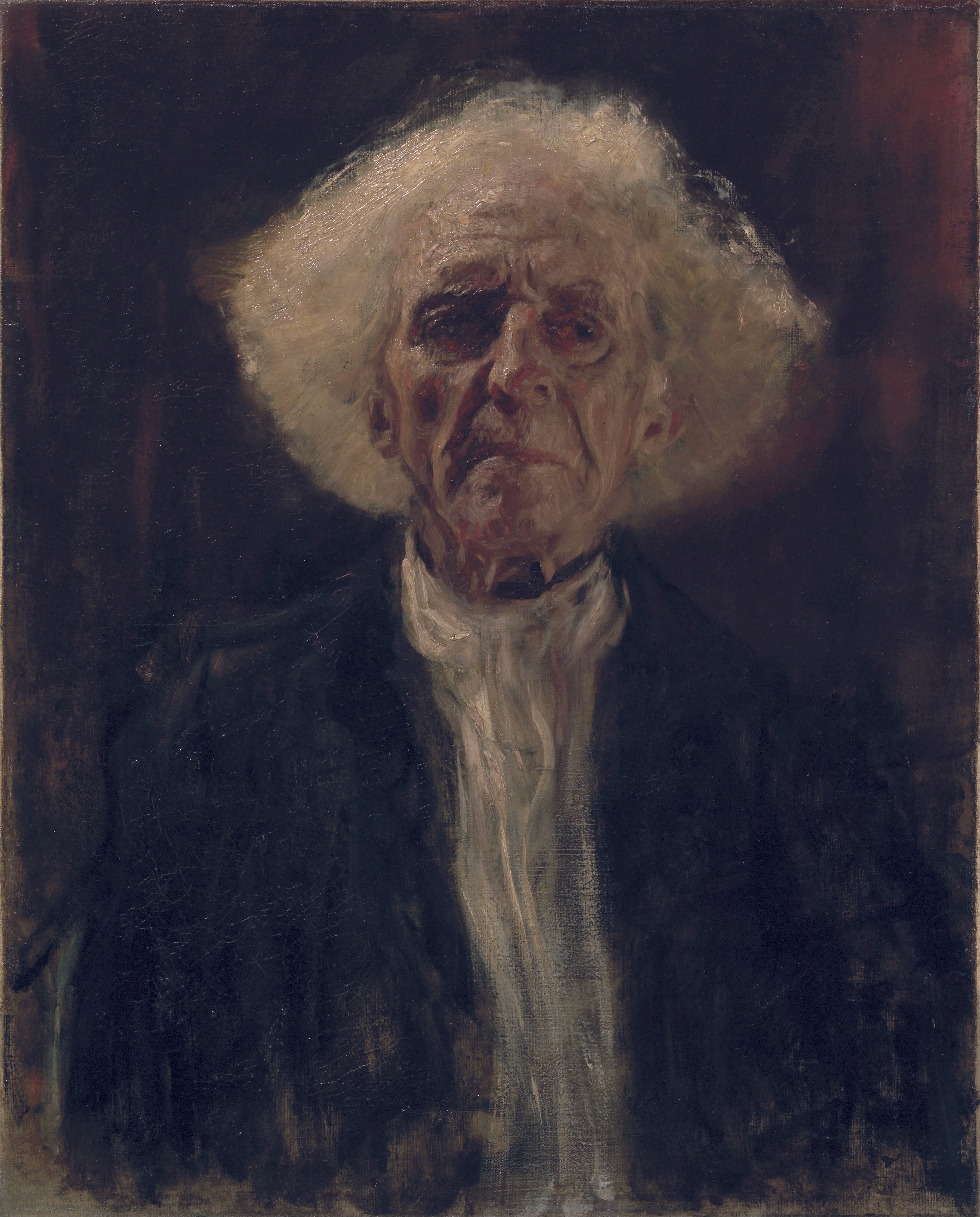
Gustav Klimt, Der Blinde (L'Aveugle), 1896
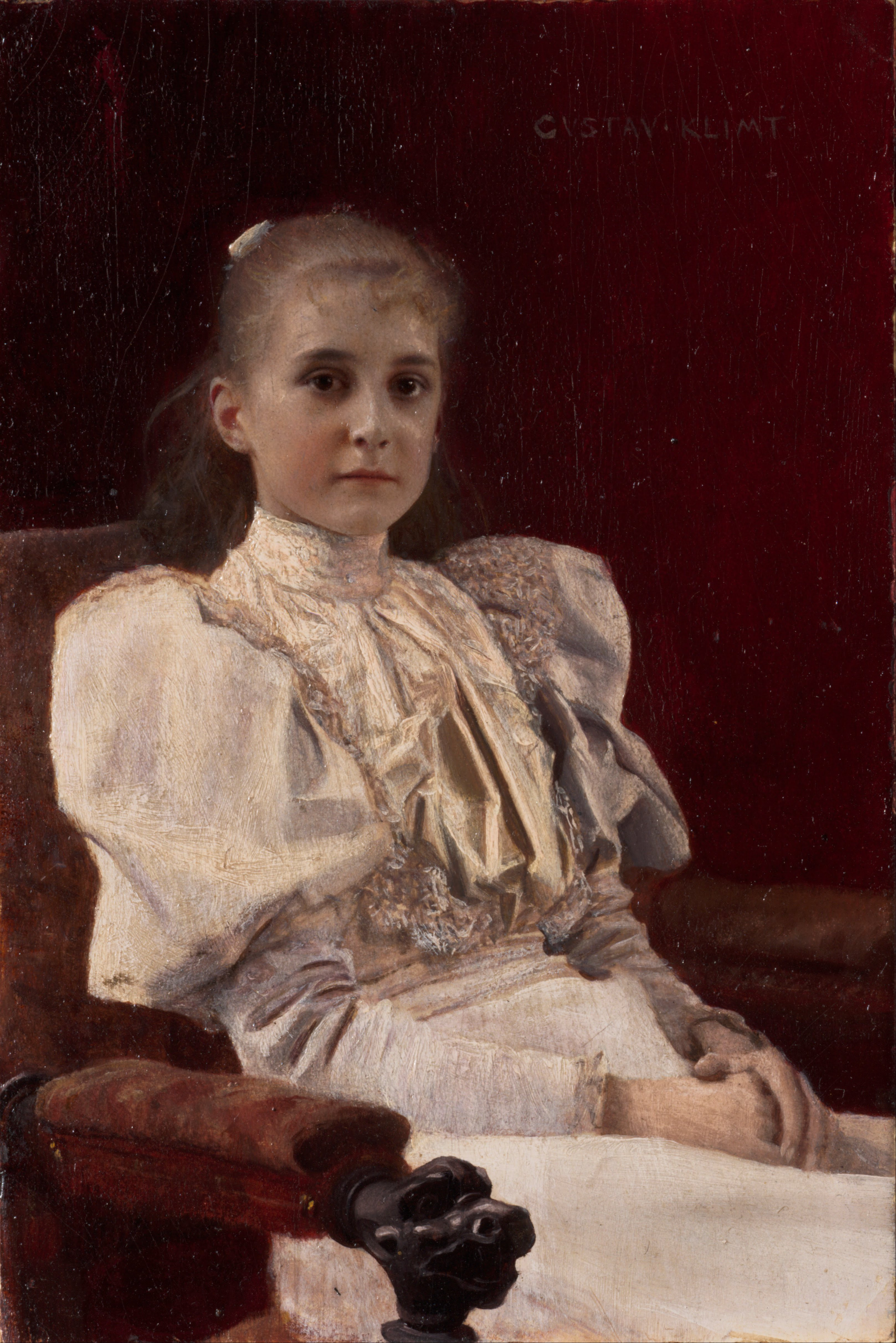
Gustav Klimt, Sitzendes junges Mädchen (Jeune fille assise), 1894

### Egon Schiele

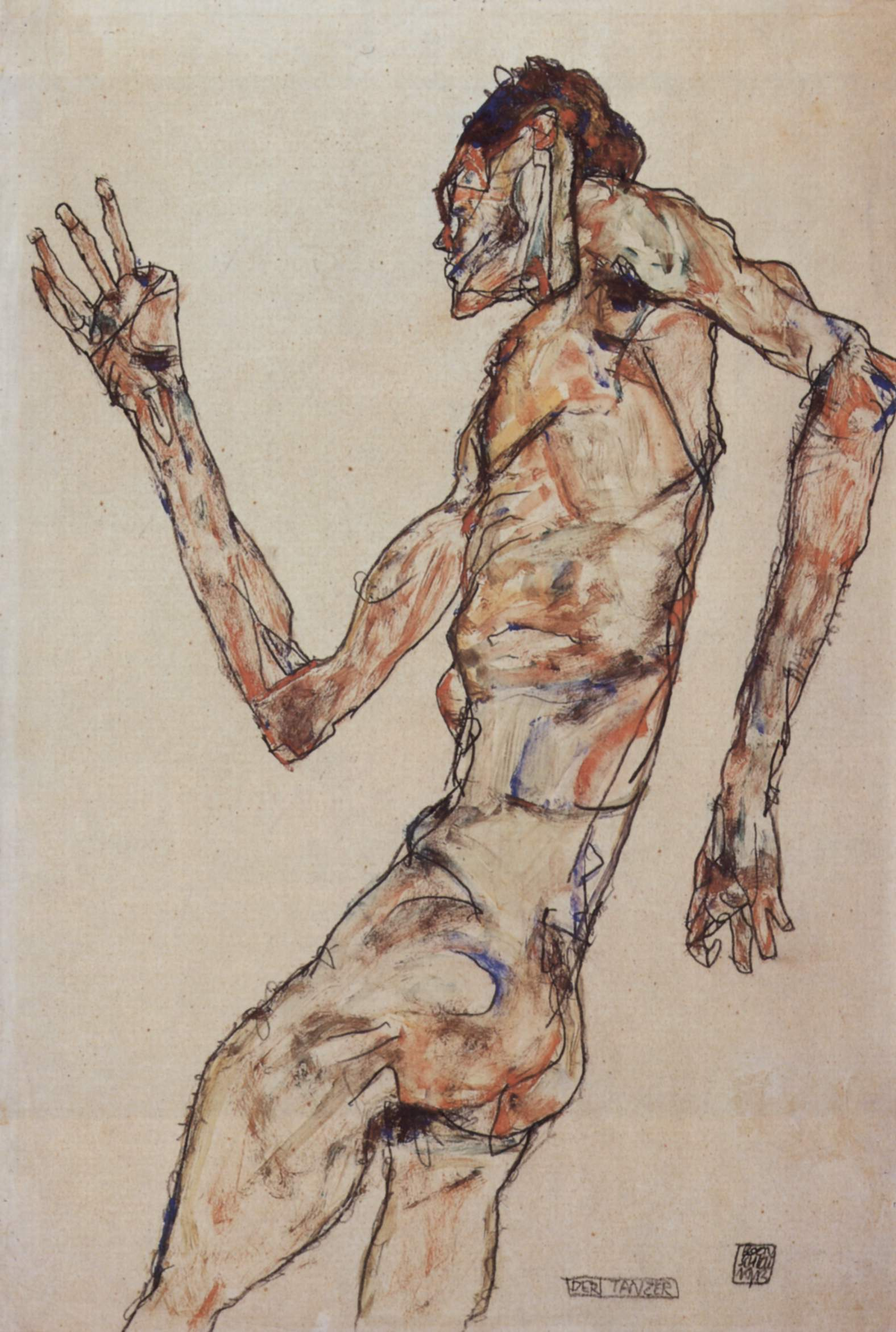
Egon Schiele, Der Tänzer (Le Danseur), 1913
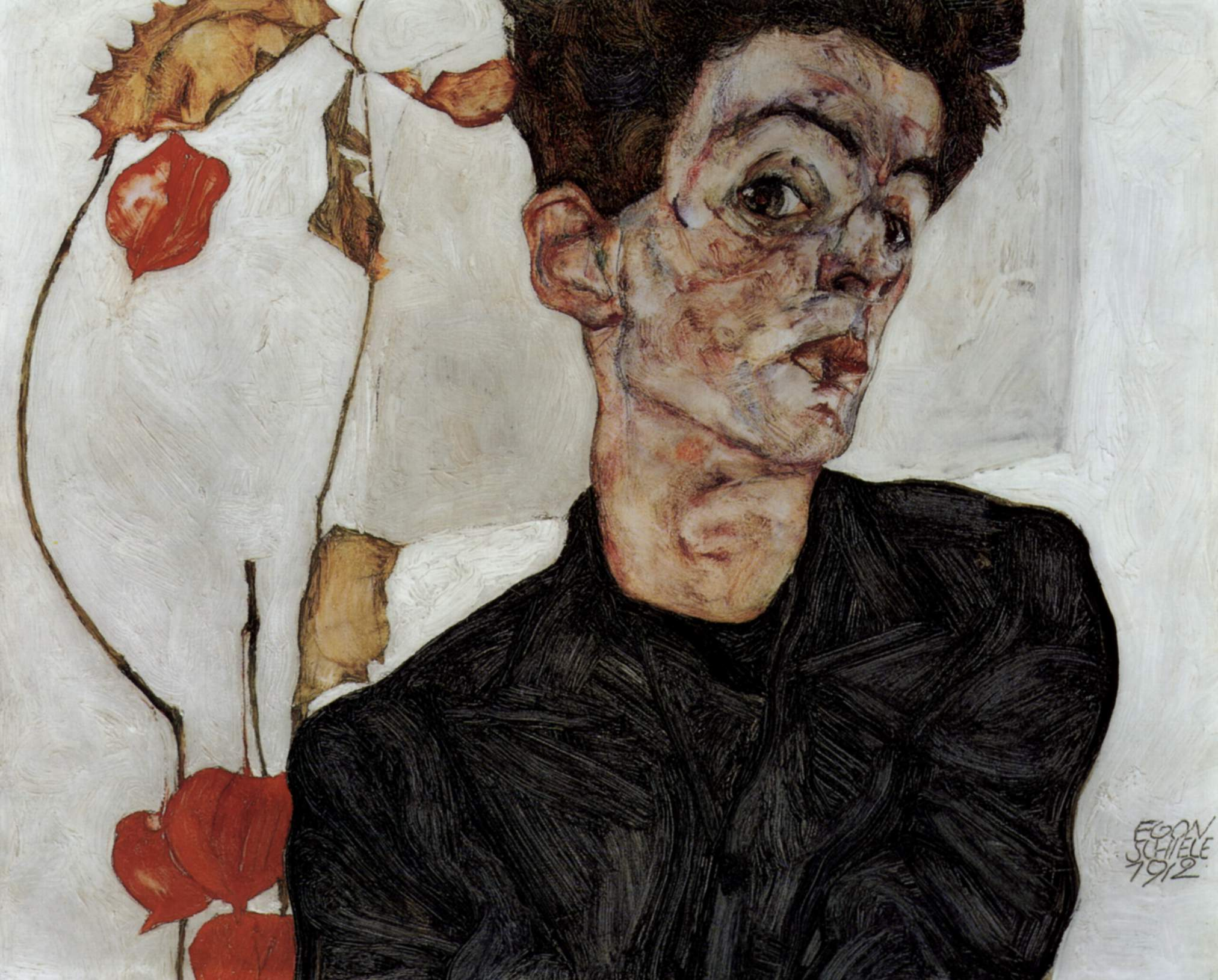
Egon Schiele, Selbstporträt mit Lampionfrüchte (Autoportrait avec lampes chinoises), 1912
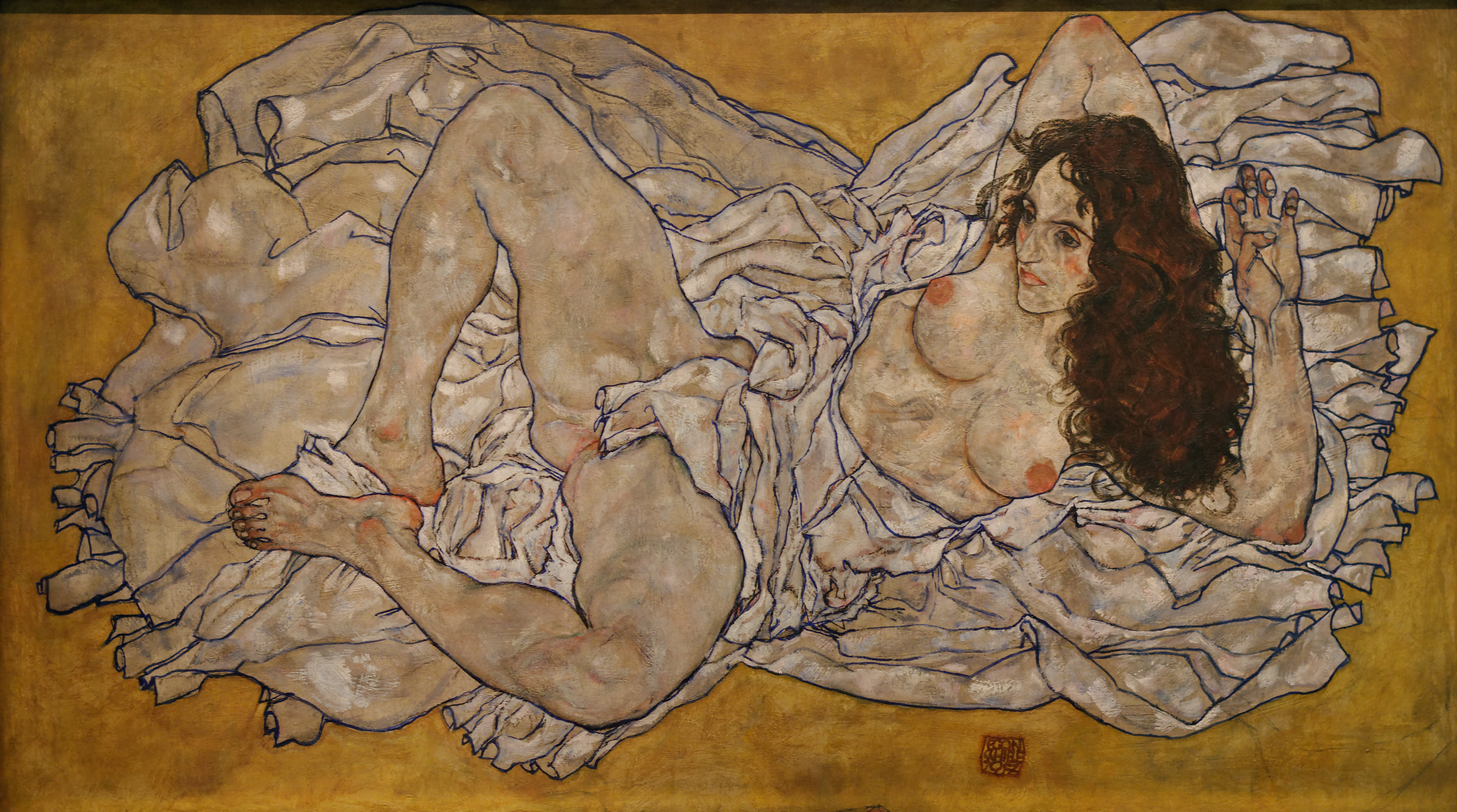
Egon Schiele, Femme allongée, 1917